# Ultrasurf
Ultrasurf ist ein Freewareprodukt des Internetunternehmens UltraReach. Die Software ermöglicht seinen Benutzern, die Zensur im Internet und eine Firewall mit einem HTTP-Proxy (Rechnernetz) zu umgehen und setzt Encryption Control Protocol (verschlüsselte Protokolle) für die Privatsphäre ein.
Die Software wurde 2002 von chinesischen Dissidenten entwickelt, hauptsächlich Falun-Gong-Praktizierenden, die ins Ausland immigrierten, nachdem 1999 die Verfolgung von Falun Gong in China begonnen hatte. Zu Beginn sollte Ultrasurf den Internetbenutzern in China ermöglichen, das Projekt Goldener Schild (auch große Firewall von China genannt) zu umgehen. Später verwendeten immer mehr Benutzer die Software auch außerhalb Chinas, 2012 gab es weltweit bereits über elf Millionen Nutzer. Ultrasurf wurde vom Magazin Wired als „eines der wichtigsten Werkzeuge für Meinungsfreiheit im Internet“ gelobt, und von der Harvard University in einer Studie im Jahr 2007 als das „leistungsstärkste“ Umgehungswerkzeug betrachtet. In einer Studie im Jahr 2011 platzierte Freedom House Ultrasurf an vierter Stelle. Kritiker innerhalb der Open-Source-Gemeinschaft äußerten ihre Besorgnis über die Natur der Closed-Source-Software und ihrer Konstruktion einer vermeintlichen Sicherheit durch Geheimhaltung. UltraReach erwähnte dem gegenüber, dass sie bei ihren Sicherheitserwägungen fachmännische Gutachten statt Meinungen der Open-Source-Gemeinschaft bevorzugen.

## Überblick
Im Jahr 2002 wurde UltraReach von chinesischen Dissidenten in Silicon Valley gegründet. Kurz danach wurde Ultrasurf geschaffen, um es Internetbenutzern in China zu ermöglichen, der Internetzensur in der Volksrepublik China zu entgehen. 2011 berichtete Ultrasurf, elf Millionen Nutzer weltweit zu haben. Während des Arabischen Frühlings verzeichnete UltraReach einen 700-prozentigen Anstieg des Datenverkehrs aus Tunesien. Ähnliche Steigerungen des Datenverkehrs treten häufig in Zeiten regionaler Unruhen auf, wie bei der Verhaftungswelle in Tibet, dem SARS-Ausbruch in ganz China oder während der Saffron-Revolution in Burma. 2010 wurde Ultrasurf vom Magazin Wired als „eines der wichtigsten Mittel für Meinungsfreiheit im Internet“ bezeichnet, da es Bürgern helfe, in Zeiten von humanitären beziehungsweise Menschenrechtskrisen auf Informationen aus unterdrückten Ländern zuzugreifen und diese mit anderen austauschen zu können.
Ultrasurf wird zum Teil durch Verträge mit dem Broadcasting Board of Governors, einer unabhängigen Abteilung der US-Regierung finanziert, das die Radiosender Voice of America und Radio Free Asia verwaltet. 2012 hatte UltraReach aufgrund unzureichender Finanzierung Schwierigkeiten, seine wachsende Nutzerbasis zu bedienen.

## Betrieb

### Clientsoftware

#### Windows-Plattform
Ultrasurf kann kostenlos heruntergeladen werden und erfordert keine Installation. Die Software installiert keine Dateien auf dem Computer des Benutzers und hinterlässt nach der Nutzung keine Einträge in der Registry des Betriebssystems. Mit anderen Worten, es hinterlässt keine Spuren seiner Verwendung. Um die Software vollständig aus dem Computer zu entfernen, muss ein Benutzer nur die exe-Datei mit dem Namen u.exe löschen. Ultrasurf läuft standardmäßig mit dem Internet Explorer; mit Hilfe eines Plug-ins ist es auch mit Firefox und Chrome verwendbar.
Die UltraReach-Website bemerkte, dass „einige Antiviren-Softwarefirmen Ultrasurf als Malware oder Trojaner klassifizieren, da Ultrasurf die Kommunikation verschlüsselt und die Internetzensur umgeht“. Einige Sicherheitsfirmen haben jedoch zugestimmt, Ultrasurf auf die Weiße Liste zu setzen. Laut Jacob Appelbaum nutzt der Ultrasurf-Client Anti-Debugger-Techniken und setzt zusätzlich eine ausführbare Kompression ein. Der Client fungiert dabei als lokaler Proxy, der mit dem UltraReach-Netzwerk kommuniziert, das wie eine obfuskative Form von TLS/SSL zu sein scheint.

#### Smartphones
Ultrasurf steht auch für Android und iOS zur Verfügung.

### Ultrasurf-Server
Die Software arbeitet, indem sie einen verschlüsselten HTTP-Tunnel zwischen dem Computer des Benutzers und einem zentralen Pool von Proxyservern erstellt, sodass die Benutzer Firewalls und Zensur umgehen können. UltraReach verwaltet alle seine eigenen Server selbst. Laut Wired ändert Ultrasurf die „Internetprotokolladressen ihrer Proxyserver bis zu 10.000 Mal pro Stunde“. Eine Analyse im Jahr 2011 ergab, dass auf der Serverseite das UltraReach-Netzwerk Squid- und Ziproxy-Software sowie BIND-Server einsetzt, um ein breiteres Netzwerk von offenen rekursiven DNS-Servern zu nutzen, wobei letztere nicht unter der Kontrolle von UltraReach stehen.
Ultrasurf ist in erster Linie als Anti-Zensur-Werkzeug entworfen worden, funktioniert durch seine Industriestandard-Verschlüsselung aber auch als Privatsphärenschutz, mit einer zusätzlichen eingebauten Schicht aus Obfuskation. UltraReach verwendet einen internen Inhaltsfilter, der einige Websites blockiert, wie pornografische und anderweitig anstößige etc. Laut Wired geschieht dies aus mehreren Gründen, nämlich „teilweise, weil ihrem Netzwerk die Bandbreite fehlt, um so viel schweren Datenverkehr aufzunehmen“, aber auch, weil Falun Gong anstößige Erotik missbillige. Dies betrifft auch die Website facts.org.cn, die Falun Gong kritisiert und von der chinesischen Regierung betrieben werden soll, und deshalb auch über Ultrasurf nicht erreichbar ist.

## Bewertung
In einer Studie von 2007 fand das Berkman Center for Internet & Society an der Harvard University, dass Ultrasurf das „leistungsstärkste“ aller getesteten Umgehungswerkzeuge während der Versuche im eigenen Land sei und empfahl es für eine breite Anwendung. Insbesondere stellte der Bericht fest, dass Ultrasurf verschiedene Arten der Zensur und Blockaden effektiv umgehen konnte, unter anderem IP-Block, DNS-Block und Schlüsselwort-Filterung. Es war auch die schnellste Software während der Inlandsversuche und wurde für die einfache Bedienung und Installation mit einer einfachen Benutzeroberfläche bekannt.
Der Bericht stellte des Weiteren fest, dass UltraReach in erster Linie als Umgehungsprodukt und nicht als Anonymitätswerkzeug entworfen wurde, und schlug vor, dass Benutzer, die auf Anonymität bedacht sind, für aktive Inhalte die Browserunterstützung bei der Verwendung von Ultrasurf deaktivieren sollten.
2011 führte die US-amerikanische Menschenrechtsgruppe Freedom House einen Test mit Zensurumgehungs- und Datenschutzsoftware durch. Getestete Kriterien waren Leistung, Benutzerfreundlichkeit, Unterstützung und Sicherheit. Freedom House vergab Ultrasurf den vierten Platz. Insbesondere wurde das Werkzeug solchen Benutzern empfohlen, die am Herunterladen oder Betrachten von Informationen interessiert waren, die ein relativ hohes Maß an Privatsphäre benötigten und die eine schnelle Verbindungsgeschwindigkeit bevorzugten.
Es gab jedoch auch Vorbehalte gegenüber dem UltraReach-Modell. Insbesondere wurden die Entwickler von Befürwortern der Open-Source-Software kritisiert, da sie kein Peer-Review des Werkzeugdesigns erlaubten, außer nach Ermessen der Entwickler. Darüber hinaus hätten die Entwickler Zugriff auf Benutzerprotokolle, da UltraReach seine eigenen Server betreibe. Nach Aussage der Kritiker bedeute solch eine Architektur, dass Benutzer einfach darauf angewiesen sind, UltraReach zu vertrauen, dass keine Benutzerdaten enthüllt werden. Nach Aussage von UltraReach werden die Protokolle nur für einen kurzen Zeitraum aufbewahrt und nur für den Zweck verwendet, den Datenverkehr auf Anzeichen von Störungen und Überwachungen zu analysieren beziehungsweise die Gesamtleistung und Wirksamkeit zu kontrollieren. Das Unternehmen gab bekannt, dass es keine Benutzerdaten an dritte Parteien preisgeben werde. Laut Hal Roberts vom Berkman Center for Internet & Society geschieht dies ständig: „Ultrasurf und Freegate werden in China sehr aggressiv blockiert. Als Erwiderung befinden sich beide in einem sehr anspruchsvollen Rüstungswettlauf.“
Im April 2012 wurde UltraReach von Jacob Appelbaum, der das Tor-Netzwerk propagiert, wegen der internen Filterung von Inhalten (einschließlich der Blockierung pornografischer Websites) kritisiert sowie für deren Bereitschaft, eventuellen Vorladungen der US-Strafverfolgungsbehörden Folge leisten zu wollen. In seinem Bericht stellte Appelbaum fest, dass Ultrasurf-Seiten Google Analytics einsetzten, wodurch Benutzerdaten durchsickern könnten. Darüber hinaus seien UltraReachs Systeme nicht alle auf dem neuesten Stand, nicht mit den neuesten Sicherheitspatches ausgestattet und würden keine Perfect-Forward-Secrecy-Mechanismen benutzen. Darüber hinaus behauptete Appelbaum, dass der Ultrasurf-Client offene und freie Software verwende, einschließlich PuTTY und zlib, deren Verwendung von Putty und zlib nicht offengelegt sei, was ein Verstoß gegen Lizenzen darstelle. Am selben Tag antwortete UltraReach, dass diese Probleme bereits gelöst seien und dass Appelbaum in seinem Bericht Aspekte ihrer Software falsch dargestellt oder missverstanden habe. Obwohl Appelbaum Ultrasurf als nicht sicher darstellte, konnte er selbst nicht nachweisen, dass Sitzungsinhalte des Users überwacht werden könnten.
UltraReach argumentierte, dass die unterschiedliche Methoden, die von Tor und Ultrasurf zur Umgehung der Internetzensur vertreten werden, nur unterschiedliche Herangehensweisen zur Zensurumgehung seien. Im Gegensatz zu Tor stelle Ultrasurf kein Programm zur Sicherung der Privatsphäre dar, auch wenn es über eine ausreichende Anzahl an Schutzvorkehrungen verfüge. Ultrasurf stelle ein skalierbares und hochwirksames Werkzeug zur Umgehung der Internetzensur dar, das es dem Nutzer in geschlossenen Gesellschaftssystemen erlaube, Zugriff auf Nachrichten, politische und religiöse Informationen, soziale Netzwerke und andere blockierte Inhalte zu erlangen.